# الأنسجة القلبية البشرية المهندسة
تُنتج أنسجة القلب البشرية المهندسة عن طريق التلاعب التجريبي بالخلايا الجذعية متعددة القدرات، مثل الخلايا الجذعية الجنينية البشرية ومؤخراً ، الخلايا الجذعية المستحثة متعددة القدرات المستخرج كلاها من خلايا عضلة القلب البشرية     ، و بعد ذلك ، زاد الاهتمام بهذه الأنسجة القلبية المهندسة حيوياً بسبب استخدامها المحتمل في أبحاث القلب والأوعية الدموية والعلاجات السريرية، حيث توفر هذه الأنسجة نموذجًا فريدًا في المختبر لدراسة فسيولوجيا القلب مع ميزة خاصة بالأنواع على الخلايا الحيوانية المستزرعة في الدراسات التجريبية و تمتلك أنسجة القلب البشرية المهندسة أيضًا قدرات علاجية لتجديد عضلة القلب في الجسم الحي ، ايضاً توفر أنسجة القلب البشرية المهندسة مورداً قيماً لإعادة إنتاج التطور الطبيعي لنسيج القلب البشري ، وفهم تطور أمراض القلب والأوعية الدموية البشرية، وقد تقود إلى علاجات هندسية قائمة على الأنسجة لمرضى الأمراض القلبية الوعائية.

## كيفية توليد أنسجة القلب البشرية المهندسة
الخلايا الجذعية الجنينية البشرية و الخلايا الجذعية المستحثة متعددة القدرات هي الخلايا الأولية المستخدمة لتوليد أنسجة القلب البشرية المهندسة ، و يتم تخليق الخلايا الجذعية البشرية متعددة القدرات من خلايا عضلية القلب من خلال زرع الخلايا في بيئة تحتوي على وسطاء جزيئات صغيرة (مثل السيتوكينات وعوامل النمو والنسخ) و يتضمن تحويل الخلايا الجذعية المستحثة متعددة القدرات المستخرجة من خلايا عضلة القلب إلى أنسجة قلب بشرية مهندسة استخدام سقالات الأنسجة ثلاثية الأبعاد لتقليد البيئة الفسيولوجية الطبيعية للقلب و تعتبر هذه السقالة ثلاثية الأبعاد جنبًا إلى جنب مع الكولاجين مكون رئيسي في مصفوفة القلب خارج الخلية و توفر الظروف المناسبة لتعزيز تنظيم عضلة القلب ونموها وتمايزها.

## خصائص انسجة القلب البشرية المهندسة
على المستوى داخل الخلايا ، تُظهر أنسجة القلب البشرية المهندسة العديد من السمات الهيكلية الأساسية لخلايا عضلة القلب ، بما في ذلك الأورام اللحمية المنظمة ، وتقاطعات الفجوات ، والشبكة الهيوليه العضلية ، ومع ذلك يعتبر توزيع وتنظيم هذه السمات الهيكلية هو سمة من سمات أنسجة عضلة القلب للأطفال حديثي الولادة و ليس عضلة قلب الإنسان البالغ . وتُظهر أنسجة القلب البشرية المهندسة مستويات مقاربة من جينات القلب الرئيسية (بروتين ميوسين و الشبكة الإندوبلازمية والهيوليه العضلية و الأكتين القلبي ألفا) التي تظهر في قلب الإنسان البالغ.
وعلى غرار خصائص العلاج بالصدمات الكهربائية من نماذج حيوانية تنبض  انسجة القلب البشرية المهندسة تلقائيًا وتعيد تكوين العديد من الاستجابات الفسيولوجية الأساسية لعضلة القلب الطبيعية ، مثل آلية فرانك ستارلينج والحساسية للكالسيوم . وفي المقابل تُظهر أنسجة القلب البشرية المهندسة استجابات تعتمد على الجرعة لبعض الأدوية ، مثل التغيرات المورفولوجية في إمكانات العمل بسبب حاصرات القنوات الأيونية ، وتعديل الخصائص الانقباضية بواسطة عوامل مؤثرة في التقلص العضلي .

## التجارب السريرية و التطبيق
حتى مع التقنيات الحالية ، فإن بنية ووظيفة أنسجة القلب البشرية المهندسة تكون على مستوى عضلة القلب عند حديثي الولادة أكثر من عضلة القلب لدى البالغين ومع ذلك ، فقد أدت التطورات المهمة إلى إنتاج بقع أنسجة القلب البشرية المهندسة لإصلاح عضلة القلب في النماذج الحيوانية  واستخدامها في النماذج المختبرية لفحص الأدوية ، و يمكن أيضًا استخدام أنسجة القلب البشرية المهندسة في نموذج تجريبي للأمراض القلبية الوعائية باستخدام التلاعب الجيني و الإخصاب الصناعي ، و في نماذج حيوانية من احتشاء عضلة القلب ، يقلل حقن أنسجة القلب البشرية المهندسة في قلوب الجرذان والفئران حجم الاحتشاء ويحسن وظائف القلب وانقباضه.
كدليل على المبدأ ، تم زرع خلايا من أنسجة القلب البشرية المهندسة في الفئران بعد احتشاء عضلة القلب حيث نتج عن ذلك تأثيرات إيجابية على وظيفة البطين الأيسر ، ويتم حالياً البحث في إمكانية استخدام أنسجة القلب البشرية المهندسة في توليد صمامات القلب المهندسة للأنسجة لتحسين التركيبات الحالية لصمامات القلب في الدراسات التي أجريت على الحيوانات الحية، و مع تقدم تكنولوجيا هندسة الأنسجة للتغلب على القيود الحالية ، تعد أنسجة القلب البشرية المهندسة وسيلة واعدة لاكتشاف الأدوية التجريبية والفحص ونمذجة المرض والإصلاح في الجسم الحي.